# شهره فیض‌جو
شهره فیض‌جو (فرانسوی: Chohreh Feyzdjou‎؛ ۵ سپتامبر ۱۹۵۵ – ۱۷ فوریهٔ ۱۹۹۶) هنرمند ایرانی ساکن فرانسه بود.
او در خانواده‌ای یهودی در تهران به‌دنیا آمد. پدرش، نام‌خانوادگی‌شان را از «کوهن» به «فیض‌جو» که یک نام‌خانوادگی رایج در میان ایرانیان است تغییر داد تا در جامعه ایران با مشکلات کمتری روبرو شوند.
او در سال ۱۹۷۵ میلادی (۱۳۵۴ خورشیدی) به پاریس رفت و در مدرسه عالی ملی هنرهای زیبا مشغول به تحصیل شد. در فرانسه به او گفتند نام‌خانوادگی‌اش غیرقابل تلفظ است و باید آن را تغییر دهد.
از سال ۱۹۸۹ میلادی، او آثار هنری‌اش را با عنوانِ «اثر شهره فیض‌جو» امضا می‌کرد و هر یک دارای یک حرف، شمارهٔ سریال و سال تولید بود. آثار او معمولاً آغشته با رنگ سیاه است.
شهره فیض‌جو نمایشگاه‌هایی در «موزه هنرهای معاصر بوردو» و گالری ملی ژو دو پوم و همچنین در نمایشگاه هنر معاصر «دوکومنتا ۱۱» در کاسل آلمان برگزار نمود.
او در سن ۴۰ سالگی به‌دلیل نوعی بیماری ژنتیکی در پاریس درگذشت.